# 伊万诺埃·博诺米
伊万诺埃·博诺米（1873年10月18日—1951年4月20日）第二次世界大战期间的意大利政治家和首相。

## 生平
博诺米出生在曼图亚。1909年作为一名意大利社会党人代表曼图亚当选为意大利众议院议员。他在1912年因为倡导改良主义，以及支持意大利入侵利比亚，被开除党籍。后加入了意大利改革社会党，支持意大利加入协约国参与第一次世界大战。
1916年到1917年博诺米担任公共工程部长，1920年到1921年任战争部长，帮助与南斯拉夫签订谈判条约(拉帕洛条约)。1921年成为财政部长，几个月后，他担任一个联合政府首相，成为第一个出任首相的社会主义者。1922年在发生以贝尼托·墨索里尼为首的法西斯党叛乱后，他的政府垮台，取代他作为首相的是路易吉·法克塔。1922年10月，墨索里尼通过进军罗马取得政权后，博诺米退出了政坛。
1940年博诺米加入反法西斯运动。到1943年，当墨索里尼被罢黜时，他已经成为反法西斯运动领袖，1944年罗马被盟军攻占后，博诺米被任命为意大利政府新总理，他率领意大利人推翻了法西斯主义的意大利社会共和国和纳粹德国占领者，并帮助该国向民主过渡。
第二次世界大战在欧洲结束后，1945年博诺米辞去总理职务，仍活跃在意大利政坛，出任外交部长代表制宪会议签署条约，1948年，他成为意大利参议院议长，担任此职务直到他去世。
1943年博诺米参与创建劳动民主党，1947年加入意大利民主社会党，担任名誉主席，直到他去世。